# Vojtěch Vašíček
Vojtěch Vašíček (Hódonin, Checoslovaquia, 5 de abril de 1956-6 de noviembre de 2024) fue un deportista checoslovaco que compitió en atletismo adaptado. Ganó una medalla de oro en los Juegos Paralímpicos de Barcelona 1992 en la prueba de pentatlón (clase PW3-4).

## Palmarés internacional
| Juegos Paralímpicos | Juegos Paralímpicos | Juegos Paralímpicos | Juegos Paralímpicos |
| Año                 | Lugar               | Medalla             | Prueba              |
| ------------------- | ------------------- | ------------------- | ------------------- |
| 1992                | Barcelona (España)  | Medalla de oro      | Pentatlón PW3-4     |